# Felix și Adauctus
Felix și Adauctus au fost doi martiri creștini din timpul persecuției lui Dioclețian, sărbătoriți ca sfinți în calendarul latin pe 30 august.
Inscripția de pe mormântul lor⁠(en)[traduceți] este un monument literar al tranziției de la limba latină spre italiană.
Textul inscripției este acesta:
NON // DICE // REIL // LESE // CRITA // ABBOCE
non dicere ille secrita a bboce („nu zice acele taine cu voce”), în sensul de a nu le spune cu voce tare.